# Molophilus (Molophilus) monostylus
Molophilus (Molophilus) monostylus is een tweevleugelige uit de familie steltmuggen (Limoniidae). De soort komt voor in het Neotropisch gebied.